# サクラ アマネク セカイ
「サクラ アマネク セカイ」は、yozuca*の15枚目のシングル。2008年4月23日にLantisから発売された。

## 概要
前作「サクラキミニエム」から約6ヶ月ぶりのリリースであり、2008年1枚目のシングル。表題曲「サクラ アマネク セカイ」は、テレビアニメ『D.C.II S.S. 〜ダ・カーポII セカンドシーズン〜』のオープニングテーマに起用された。自身のシングル作品が『D.C.II 〜ダ・カーポII〜』の主題歌に起用されるのは12枚目のシングル「ダ・カーポII 〜あさきゆめみし君と〜」から4作連続。楽曲自体は前向きな曲になっている。
テレビアニメ『D.C.II S.S. 〜ダ・カーポII セカンドシーズン〜』のエンディングテーマとして起用されたCooRieの12枚目のシングル『僕たちの行方』と同時である。また、ジャケットには朝倉由夢と芳乃さくらが描かれており、後者の絵は『僕たちの行方』のジャケット絵と同じで、2つのジャケットで多少のずれはあるが一枚絵になる趣向が盛り込まれている。
2008年5月5日付のオリコン週間シングルチャートでは22位を獲得。初動売上は0.7万枚を記録し、前作から0.2万枚減少した。なお、同週間チャートには2008年5月5日付けから6月29日までの約2ヶ月に渡りチャートイン入りし続けた。

## 収録曲
1. サクラ アマネク セカイ [5:49] 
作詞・作曲：tororo、編曲：藤田淳平
  - テレビアニメ『D.C.II S.S. 〜ダ・カーポII セカンドシーズン〜』オープニングテーマ
2. in the Deep [4:54] 
作詞：こだまさおり、作曲：俊龍、編曲：chokix
3. サクラ アマネク セカイ（off vocal）
4. in the Deep（off vocal）

## 収録アルバム
| 曲名                   | 収録アルバム  | 備考                        |
| ---------------------- | ------------- | --------------------------- |
| サクラ アマネク セカイ | enjoy         | ベストアルバム。            |
| in the Deep            | stitch museum | 4枚目のオリジナルアルバム。 |

### コンピレーションアルバム
| 曲名                   | 収録アルバム | 備考                                                                        |
| ---------------------- | ------------ | --------------------------------------------------------------------------- |
| サクラ アマネク セカイ | dolce3       | テレビアニメ『D.C.II 〜ダ・カーポII〜』のボーカルアルバム。TVサイズで収録。 |

## クレジット
| Performed by yozuca* | Performed by yozuca*      |
| -------------------- | ------------------------- |
| Producer             | 伊藤善之                  |
| Producer             | 斎藤滋（Lantis）          |
| Director             | 土井潤一（Peak A Soul+）  |
| Mixed by             | 浅野浩伸                  |
| Mixed by             | 白井康裕                  |
| Recorded by          | 橘優紀                    |
| Recorded by          | 白井康裕                  |
| Illustration         | たにはらなつき            |
| Illustration         | 島沢ノリコ                |
| Design               | 小野真季子（Planet link） |
| Assistant            | 上村佳也（Lantis）        |
| Supervisor           | tororo                    |
| Thanks               | CIRCUS                    |
| Executive producer   | 井上俊次（Lantis）        |

### 参加ミュージシャン
| サクラ アマネク セカイ | サクラ アマネク セカイ |
| ---------------------- | ---------------------- |
| Guitar                 | 小倉博和               |
| in the Deep            |                        |
| Guitar                 | 東タカゴー             |